# Bartłomiej Ciesielski
Bartłomiej Waldemar Ciesielski – polski specjalista dozymetrii, fizyki medycznej, radiobiologii, profesor nauk medycznych i nauk o zdrowiu.

## Życiorys
W 1981 ukończył studia w zakresie podstawowych problemów techniki w Politechnice Gdańskiej, 8 czerwca 1989 obronił pracę doktorską Dozymetria promieniowania jonizującego metodą spektroskopii EPR alaniny w agarowo-alaninowym fantomie tkanki miękkiej, 24 listopada 2009 habilitował się na podstawie pracy zatytułowanej Wpływ rodzaju promieniowania, temperatury i światła na sygnał EPR indukowanych radiacyjnie rodników w L alaninie i dozymetrach alaninowych. Otrzymał nominację profesorską.
Został zatrudniony na stanowisku adiunkta w Katedrze i Zakładzie Fizyki i Biofizyki na Wydziale Lekarskim z Oddziałem Stomatologicznym Gdańskiego Uniwersytetu Medycznego.
Piastuje funkcję profesora uczelni w Katedrze i Zakładzie Fizyki i Biofizyki, oraz prodziekana na Wydziale Lekarskim Gdańskiego Uniwersytetu Medycznego.